# Regional Comprehensive Economic Partnership
Regional Comprehensive Economic Partnership (RCEP) är ett frihandelsavtal mellan 15 länder i Asien-Stillahavsregionen. Avtalet undertecknades 15 november 2020 i samband med ASEAN:s toppmöte. Avtalet träder i kraft när det ratificerats av respektive medlemsland, vilket vid undertecknandet bedömdes kunna ta upp till två år.
Handelsavtalet innehåller bland annat tullsänkningar överenskommelser om handelsdelsprocedurer, e-handelsregler, immaterialrätt, men innehåller inga skrivningar om arbetsrätt eller miljöskydd. Avtalet ger heller inte företag som anser sig missgynnade av exempelvis nya lagförslag rätt att stämma stater, något som annars är vanligt i frihandelsavtal.
De 15 länderna har sammanlagt över 2,2 miljarder invånare och kommer i både invånarantal och BNP att bli världens största handelsblock.

## Deltagande länder
De tio ASEAN-länderna:
- Brunei
- Myanmar
- Filippinerna
- Indonesien
- Kambodja
- Laos
- Malaysia
- Singapore
- Thailand
- Vietnam

Fem övriga länder:
- Australien
- Japan
- Kina
- Nya Zeeland
- Sydkorea